# 1881 na literatura

## Eventos
- Machado de Assis - Memórias Póstumas de Brás Cubas
- Aluísio Azevedo - O Mulato

## Nascimentos
| Data           | Nome                          | Profissão                         | Nacionalidade | Observações | Ref |
| -------------- | ----------------------------- | --------------------------------- | ------------- | ----------- | --- |
| 9 de Janeiro   | Giovanni Papini               | escritor                          | Itália        | m. 1956     |     |
| 23 de Março    | Roger Martin du Gard          | escritor                          | França        | m. 1958     |     |
| 6 de Abril     | José Maria Goulart de Andrade | poeta e jornalista                | Brasil        | m. 1936     |     |
| 13 de Maio     | Lima Barreto                  | escritor                          | Brasil        | m. 1922     |     |
| 14 de Junho    | Aluísio de Castro             | médico e poeta                    | Brasil        | m. 1959     |     |
| 5 de Agosto    | João do Rio                   | cronista, jornalista e teatrólogo | Brasil        | m. 1921     |     |
| 9 de Outubro   | Victor Klemperer              | professor de filologia            | Alemanha      | m. 1960     |     |
| 15 de Outubro  | P. G. Wodehouse               | escritor                          | Inglaterra    | m. 1975     |     |
| 28 de Novembro | Stefan Zweig                  | escritor                          | Áustria       | m. 1942     |     |
| 23 de Dezembro | Vítor Viana                   | jornalista e crítico literário    | Brasil        | m. 1937     |     |
| 24 de Dezembro | Juan Ramón Jiménez            | escritor                          | Espanha       | m. 1958     |     |

## Mortes
| Data           | Nome               | Profissão            | Nacionalidade | Observações | Ref |
| -------------- | ------------------ | -------------------- | ------------- | ----------- | --- |
| 9 de Fevereiro | Fiódor Dostoiévski | escritor             | Rússia        | n. 1821     |     |
| 19 de Abril    | Benjamin Disraeli  | escritor e estadista | Inglaterra    | n. 1804     |     |